# Volksbefreiungsarmee (Jugoslawien)

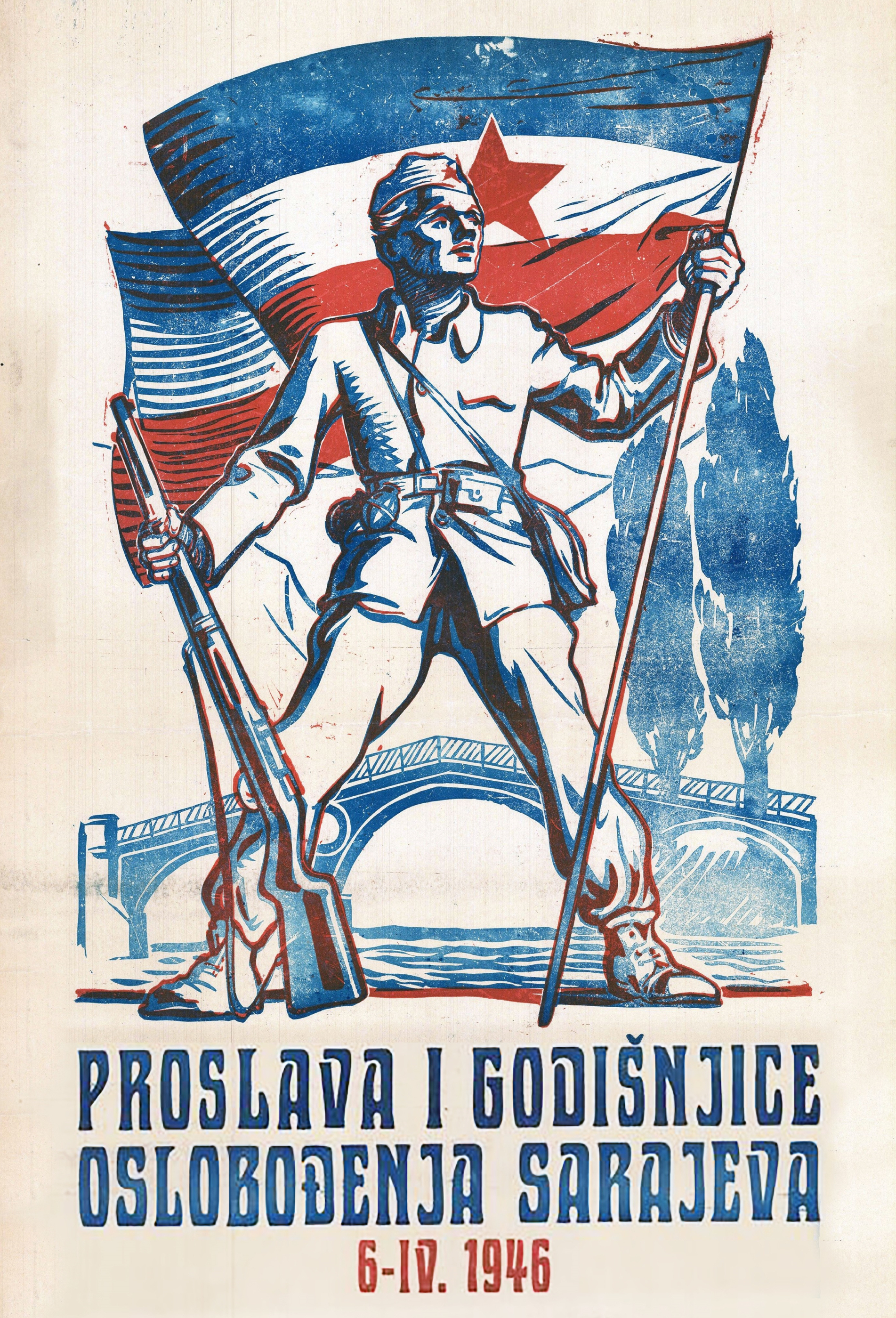
Propagandaplakat der jugoslawischen Partisanen, 1946.

Die Volksbefreiungsarmee (bis November 1942: Volksbefreiungs- und Partisanenabteilungen) wurde 1941 gegründet. Sie war der militärische Teil der Volksbefreiungsbewegung, die von der Kommunistischen Partei Jugoslawiens (KPJ) unter Josip Broz Tito angeführt wurde. Ihre Angehörigen wurden daher auch als Tito-Partisanen bezeichnet. Den Namen „Volksbefreiungsarmee“ erhielt die Bewegung formell im November 1942.
Während des Zweiten Weltkriegs beteiligte sich die Volksbefreiungsarmee von 1941 bis 1945 in Jugoslawien am Widerstand gegen den Nationalsozialismus bzw. gegen den italienischen Faschismus. Ihr Kampf galt auch den einheimischen Kollaborateuren, vor allem den kroatischen Streitkräften, der slowenischen Heimwehr und den serbischen Draža-Mihailović-Tschetniks. Später bekämpfte sie auch die Organisationen der italienischen, deutschen und der ungarischen Minderheit (Délvidéki vérengzések).
Anfangs wendete die Volksbefreiungsarmee eine asymmetrische Kriegführung an. Im Laufe des Krieges änderte sie ihre Strategie und bekämpfte die Gegner auch frontal. Diese Kombination wurde später die offizielle Verteidigungsdoktrin des sozialistischen Jugoslawiens. Die Volksbefreiungsarmee ging 1945 in der Jugoslawischen Volksarmee (Jugoslovenska narodna armija, JNA) auf.

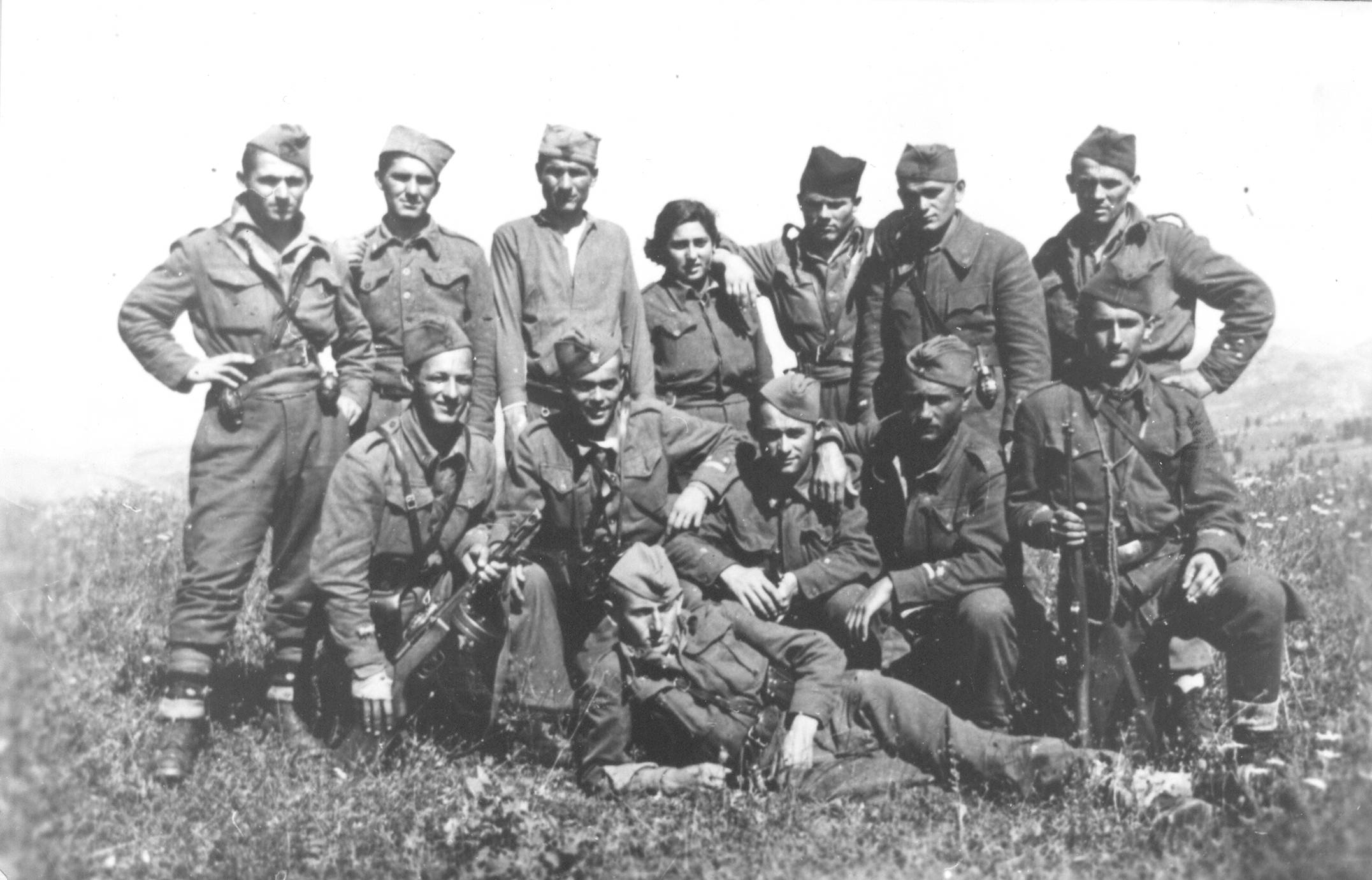
Bataillonsstab und Kämpfer der 3. proletarischen Sandžak-Brigade in Westserbien, Mitte August 1944.

## Geschichte

### Offizielle Bezeichnungen
Die offiziellen Bezeichnungen der Volksbefreiungsarmee lauteten serbokroatisch Народноослободилачка војска и партизански одреди Југославије Narodnooslobodilačka vojska  i partizanski odredi Jugoslavije (NOV i POJ) und slowenisch Narodnoosvobodilna vojska in partizanski odredi Jugoslavije (NOV in POJ).

### Gründung

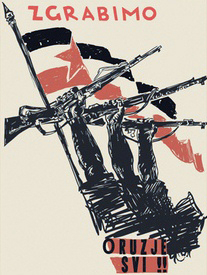
Propagandabild der Volksbefreiungsarmee mit der Parole „Ergreift alle die Waffen!“ (zwischen 1941 und 1945).

Am 27. Juni 1941, knapp drei Monate nach Beginn des deutschen Balkanfeldzugs, beschloss das Zentralkomitee der KPJ bei einer Sitzung in Belgrad die Gründung des Hauptstabes der Volksbefreiungsbewegung (serbokroatisch Народноослободилачки покрет/Narodnooslobodilački pokret; kurz NOP) unter Titos Führung.
Bereits am 22. Juni 1941 war im Wald Brezovica bei Sisak in Kroatien mit der Sisaker Partisanenabteilung die erste antifaschistische Militäreinheit in ganz Jugoslawien gegründet worden. Noch heute wird dieser Tag in Kroatien als Tag des antifaschistischen Kampfes gefeiert. In Gedenken an die Sisaker Partisanenabteilung wurde 1955 ein erstes Denkmal in Sisak und 1981 der Brezovice-Gedenkpark errichtet.
Die jugoslawische Volksbefreiungsarmee war eine kommunistisch dominierte Volksbewegung, welche aus einem Bündnis verschiedener Gruppen und Parteien bestand. Die Kommunistische Partei Jugoslawiens (KPJ) übernahm von Anfang an eine organisatorische Führungsrolle, insbesondere aufgrund ihrer großen Erfahrung als Untergrundbewegung. Die KPJ hatte sich schon 1934 für eine föderative Staatsordnung mit der Gleichberechtigung aller Völker eingesetzt, was den Mitgliedern der verschiedenen Nationalitäten die Vereinigung unter dieser Führung einfacher machte.
Am 4. Juli 1941 rief Tito den allgemeinen Aufstand aus und stellte Partisaneneinheiten auf. Die erste offensiv und überregional agierende gesamtjugoslawische Kampfeinheit, die Erste Proletarische Brigade, wurde am 21. Dezember 1941 im ostbosnischen Rudo gegründet. Nachdem Serbien Ende 1941 von den Besatzungsmächten erobert wurde, flohen die Partisanen unter Tito nach Ostbosnien. Dort gelang es, den anfänglich serbisch-montenegrinisch geprägten Aufstand in eine multinationale Volksbefreiungsbewegung zu transformieren. Die zweite Einheit wurde am 1. März 1942 gegründet und bis Ende des Jahres folgten 21 weitere 500 bis 600 Mann starke Kampfeinheiten. Am 19. November 1942 erhielten die Verbände die Bezeichnung „Volksbefreiungsarmee“.

### Kampf gegen die Besatzer

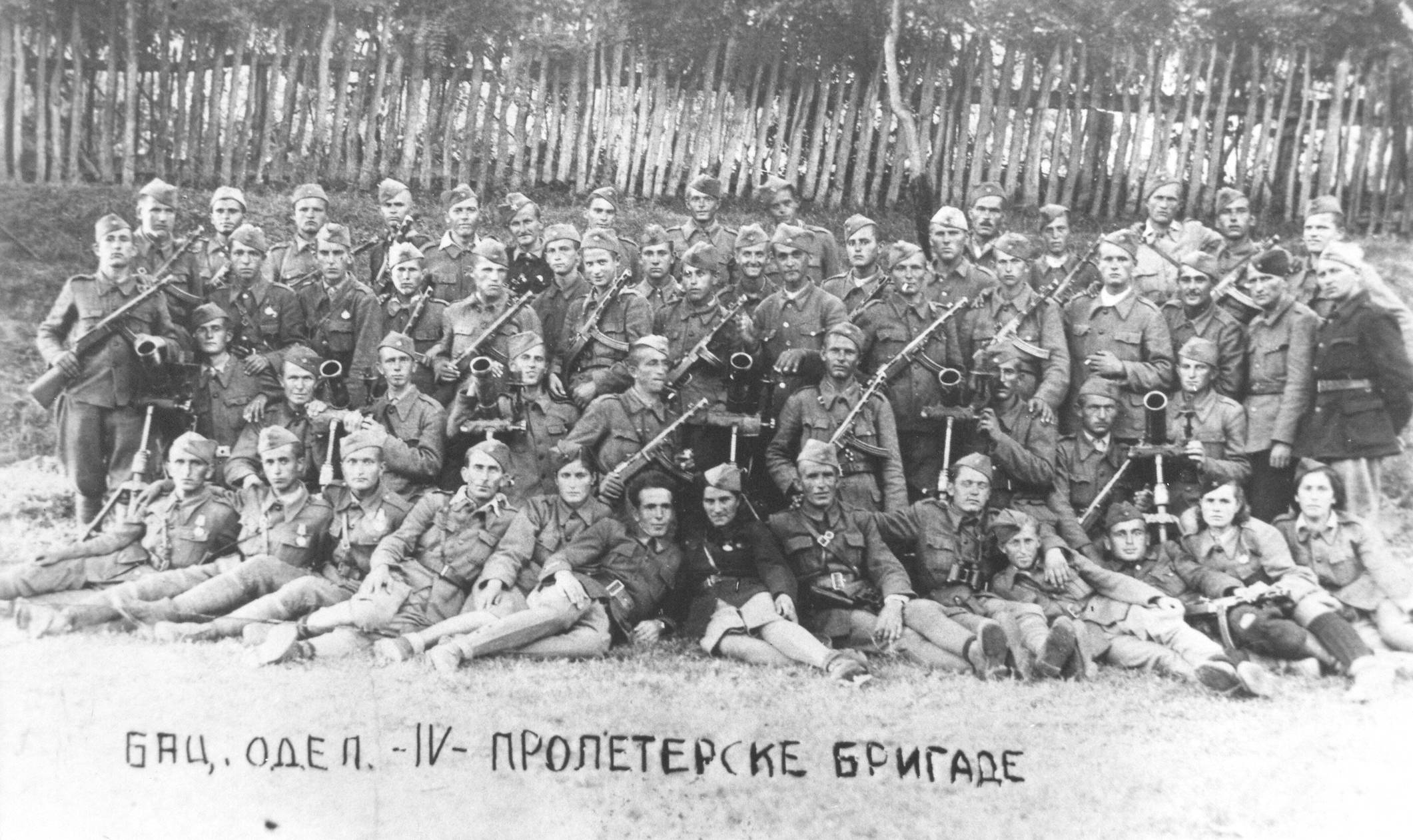
Eine Einheit der Vierten proletarischen montenegrinischen Brigade (Četvrta proletreska crnogorska narodno-oslobodilačka udarna brigada) in Westserbien, Herbst 1944.

Unter der Führung von Tito erkämpften sich die Partisanen im Schatten der alliierten Luftangriffe die Befreiung vom Faschismus und die Wiederherstellung Jugoslawiens in neuer Form als sozialistischer Bundesstaat (Föderative Volksrepublik Jugoslawien).
Die Partisanen waren anfangs schlecht und meist nur mit Flinten ausgerüstet, später änderte sich dies durch Beutewaffen, Überläufer und die Unterstützung der Alliierten, die Ausrüstung und Waffen abwarfen. Während die Partisanen 1941 nur kleine Gebiete kontrollierten, wurden diese Gebiete bis 1943 immer größer. Die Kampftaktiken der Partisanen waren der Zermürbungskrieg und die Sabotage beim Feind. Gegenangriffe und Säuberungsoperationen von Wehrmachts- und Ustascha-Verbänden hatten meist nur geringe Erfolge, da die Partisanen durch rasches Ausweichen Verluste möglichst vermieden.

### Beziehungen mit den Alliierten
Die Westalliierten sahen zunächst noch die jugoslawische königliche Exilregierung in London und die königstreuen Tschetniks als rechtmäßige Vertreter des besetzten Jugoslawien an. Erst als die militärischen Erfolge der Partisanen und die Kollaboration der Tschetniks mit den Besatzern bekannt wurden, führte dies zur umfassenden Anerkennung und Unterstützung durch die Alliierten. Zwischen 1942 und 1943 schwenkte auch Großbritannien schrittweise auf eine Unterstützung der Tito-Partisanen um, die es inzwischen als die stärkere Widerstandsgruppe ansah.
Im Oktober 1944 einigten sich Josef Stalin und Winston Churchill auf einen jeweils fünfzigprozentigen Einfluss in Jugoslawien. Tito aber hatte bereits einen Monat zuvor mit Stalin die Modalitäten des Einmarsches der Roten Armee besprochen. Am 20. Oktober 1944 wurde Belgrad durch jugoslawische Truppen überraschend eingenommen, nachdem Tito zuvor durch eine List die sowjetischen Verbündeten von einem Einmarsch in die Hauptstadt abgehalten hatte. In Kroatien und Slowenien dauerten die Kämpfe gegen die slowenische und kroatische Heimwehr des Ustascha-Regimes noch bis zum Frühling 1945 an. Zagreb wurde am 7./8. Mai 1945 eingenommen.
Das Selbstbewusstsein Jugoslawiens, das Land im Wesentlichen aus eigener Kraft befreit zu haben, ermöglichte es Tito, mit Stalin 1948 zu brechen.

### Neugründung Jugoslawiens
Schon während des Krieges kontrollierten die Partisanen große Teile Jugoslawiens. 1943 wurden auf der zweiten Tagung des Antifaschistischen Rats der Nationalen Befreiung Jugoslawiens (Antifašističko vijeće narodnog oslobođenja Jugoslavije, kurz AVNOJ) in Jajce (Bosnien-Herzegowina) die Grundlagen der späteren Föderativen Volksrepublik Jugoslawien beschlossen (AVNOJ-Beschlüsse). Die Partisanen befreiten Jugoslawien weitgehend ohne sowjetische Hilfe, allerdings mit großen Verlusten. Deutsche Vergeltungsmaßnahmen an der Zivilbevölkerung, der Genozid der Ustascha und die Kampfhandlungen im Allgemeinen forderten schätzungsweise mindestens 500.000 Opfer.
Unter Vermittlung von Großbritannien wurde 1944 eine neue jugoslawische Regierung als Koalitionsregierung aus Vertretern der Partisanen und der Exilregierung gebildet. Da die Kommunisten unter der Führung von Tito mit dem Oberbefehl über die Volksbefreiungsarmee die tatsächliche Macht ausübten, konnten sie auch andere Schlüsselpositionen besetzen und so die Oberhand in der neuen Regierung gewinnen. Mit Errichtung regulärer Streitkräfte ging die Volksbefreiungsarmee in der Jugoslawischen Volksarmee (Jugoslovenska narodna armija, JNA) auf.

## Zusammensetzung

### Nationalitäten
Die Volksbefreiungsarmee setzte sich aus Angehörigen aller jugoslawischen Nationen zusammen. Nach Angaben Titos war die Volksbefreiungsarmee, im Frühjahr 1944, aus 44 % Serben, 30 % Kroaten, 10 % Slowenen, 4 % Montenegrinern und 2,5 % bosnischen Muslimen vertreten. Der Rest wurde von Angehörigen anderer Nationalitäten gebildet. Dazu erklärte Tito:

„Ich muss hier die Tatsache betonen, dass sich in den Reihen unserer Volksbefreiungsarmee und der Partisanenabteilungen Jugoslawiens von Anfang an bis heute gerade Serben in ungeheurer Mehrheit befinden, statt dies umgekehrt wäre. […] Das serbische Volk gab und gibt noch immer den größten Blutzoll im Kampfe gegen die Okkupatoren und ihre verräterischen Knechte, nicht nur gegen Pavelić, Nedić, Pećanac, sondern auch gegen Draža Mihailović und seine Tschetniks, für die volle Freiheit und Unabhängigkeit aller Völker Jugoslawiens.“

### Ausländische Kämpfer
Zahlreiche Verbände unterschiedlichster Nationalität schlossen sich den Jugoslawischen Partisanenverbänden an. Die französische Partisaneneinheit Liberté bestand vor allem aus französischen Häftlingen des KZs Loibl und polnischen und russischen Zwangsarbeitern der „Kompania Stary“. Freiwillige aus Österreich und Deutschland kämpften in der NOV i POJ (Volksbefreiungsarmee und Partisanenverbände Jugoslawiens). Fünf österreichische Freiheitsbataillone (ÖFB), die von der Österreichischen Freiheitsfront aufgestellt wurden, wurden in Slowenien in der NOV i POJ eingesetzt, davon das 3. Österreichische Bataillon auch im österreichischen Kärnten, das nach Kapitulationstermin herbe Verluste erlitt.

### Thälmann-Brigade
Am 8. August 1943 stellten Überläufer aus der Wehrmacht und in Slawonien lebende Donauschwaben die 200 Mann starke Thälmann-Brigade innerhalb der Partisanenarmee Titos auf. Die von den Jugoslawen „Telmanovci“ genannte Einheit war mit schwarz-rot-goldenen Kokarden ausgestattet und kämpfte an der Seite anderer internationaler Brigaden wie „Garibaldi“ (italienisch), „Jan Žižka“ (tschechisch) und „Sandor Petöfi“ (ungarisch). Kommandeur war der ehemalige Spanienkämpfer Hans „Ivan“ Pichler, Politkommissar war der donauschwäbische Kommunist Johann Mucker, dessen Sohn am 13. März 1942 von der Ustascha ermordet worden war. Nach Titos Anweisungen sollte die Brigade nicht gegen deutsche Einheiten eingesetzt werden, sondern hauptsächlich gegen italienische, bulgarische, ungarische und kroatische Einheiten kämpfen. Im 1943 erlitt die Brigade in Mikleuš eine vernichtende Niederlage. 60 deutsche Partisanen sind in einem Massengrab in Mikleuš begraben.
Über die meisten deutschen Partisanen ist nur wenig bekannt. In der Bundesrepublik galten sie als Überläufer und Verräter, in der DDR wurden sie nach dem Bruch Titos mit der Sowjetunion totgeschwiegen. Die jugoslawische Geschichtsschreibung vermied die Erwähnung der deutschen Partisanen zur Legitimation der Vertreibungs-Gesetzgebung innerhalb der AVNOJ-Beschlüsse. Die Autoren Franz-Karl Hitze und Heinz Kühnrich erwähnen in ihrem Buch „Deutsche bei Titos Partisanen 1941–1945“ die Namen Gerhard Reinhard, Wilhelm Hansen, Robert Hermann, Erich Klose, Franz Oberweger und Rudolf Schiller. Kommissar Johann Mucker starb im Alter von 84 Jahren in Jugoslawien.

## Diplomatie und Kollaboration
Für einige Monate im Herbst 1941 arbeiteten die Partisanen mit den Tschetniks zusammen, bis sich Draža Mihailović Anfang November zum Angriff auf die Republik Užice entschied, der einen bis 1945 andauernden Krieg zwischen den beiden Parteien auslöste.
Ideologisch sehr ungewöhnlich waren gelegentliche Kooperationen zwischen den faschistischen Ustascha und den kommunistischen Partisanen. Diese nahmen nie die Züge politischer Entscheidungen der Führung der Volksbefreiungsarmee an, wurden aber von den Verbänden auf dem Schlachtfeld gelegentlich getroffen, um besonders die Tschetniks, die beide Seiten als Feind betrachteten, zu bekämpfen. Solche Zweckallianzen existierten im April 1942 in Ostbosnien gegen die Tschetniks unter dem Kommando von Jezdimir Dangić und im Oktober 1942 im Raum Rogatica. Noch am 13. März 1944 wurden deutsche Stellen informiert, dass sich eine Ustascha-Abteilung mit den Partisanen bei Split getroffen habe, um für den Fall einer deutschen Besetzung Kroatiens ein gemeinsames Vorgehen gegen Deutschland zu beschließen.

## Menschenrechtsverletzungen und Kriegsverbrechen
Die Partisanen und ihre Rolle wurden im Nachkriegs-Jugoslawien verehrt bis hin zur Mythenbildung. Das Selbstverständnis des sozialistischen Jugoslawien beruhte maßgeblich darauf. Racheakte wurden jahrzehntelang verschwiegen. Viele Personen, die sich nicht aktiv am Widerstand beteiligten, wurden als Kollaborateure angesehen und vielfach willkürlich bestraft, erlitten Enteignung, Internierung, Vertreibung und Ermordung. Auch Kriegsgefangene waren Repressionen ausgesetzt. Keine Erwähnung fanden in der Nachkriegszeit die Massaker an faschistischen jugoslawischen Kämpfern (Massaker von Bleiburg) ebenso wie die an ethnischen Minderheiten wie den Gottscheern und Donauschwaben, Ungarn und Italiener (Foibe-Massaker). Orte mit Massengräbern wie im Gottscheer Hornwald (Kočevski Rog), in Tezno bei Maribor, bei Kostanjevica na Krki oder der Barbara-Stollen von Huda Jama waren als militärische Sperrgebiete gegen die Öffentlichkeit abgeschirmt.

## Liste der Verbände
Die Volksbefreiungsarmee stellte bis zum Kriegsende 52 nummerierte Divisionen auf:
- 1. Proletarische Division
- 2. Proletarische Division
- 3. Sturm-Division
- 4. Krajina-Division
- 5. Krajina-Division
- 6. Lika-Division
- 7. Banija-Division
- 8. Kordun-Division
- 9. Dalmatinische Division
- 10. Krajina-Division
- 11. Krajina-Division
- 12. Slawonische Division
- 13. Primorje-Gorski Kotar-Division
- 14. Slowenische Division
- 15. Slowenische Division
- 16. Vojvodina-Division
- 17. Ostbosnische Division
- 18. Slowenische Division
- 19. Dalmatinische Division
- 20. Dalmatinische Division
- 21. Serbische Division
- 22. Serbische Division
- 23. Serbische Division
- 24. Serbische Division
- 25. Serbische Division
- 26. Dalmatinische Division
- 27. Ostbosnische Division
- 28. Slawonische Division
- 29. Herzegowinische Division
- 30. Slowenische Division
- 31. Slowenische Division
- 32. Zagorje-Division
- 33. Kroatische Division
- 34. Kroatische Division
- 35. Lika-Division
- 36. Vojvodina-Division
- 37. Sandžak-Division
- 38. Ostbosnische Division
- 39. Krajina-Division
- 40. Slawonische Division
- 41. Mazedonische Division
- 42. Mazedonische Division
- 43. Istrische Division
- 45. Serbische Division
- 46. Serbische Division
- 47. Serbische Division
- 48. Mazedonische Division
- 49. Mazedonische Division
- 50. Mazedonische Division
- 51. Vojvodina-Division
- 52. Kosovo-Metohija-Division
- 53. Zentralbosnische Division

Oberhalb der Divisionsebene gab es ab Ende 1943 insgesamt 16 nummerierte und ein benanntes Generalkommandos auf der Ebene von Armeekorps:
- 1. Proletarisches Korps
- 2. Sturm-Korps
- 3. Korps
- 4. Korps
- 5. Bosnisches Korps
- 6. Korps
- 7. Korps
- 8. Korps
- 9. Korps
- 10. Korps
- 11. Korps
- 12. Korps
- 13. Korps
- 14. Korps
- 15. Korps
- 16. Korps
- KNOJ

Ab 1945 kamen schließlich Armeeoberkommandos dazu:
- 1. Armee
- 2. Armee
- 3. Armee
- 4. Armee